# Rhytidoponera nitidiventris
Rhytidoponera nitidiventris é uma espécie de formiga do gênero Rhytidoponera.